# Uszáma asz-Szaídi
Uszáma asz-Szaídi (arabul: أسامة السعيدي, a nyugati sajtóban rendszerint Oussama Assaidi) (Beni Bugáfer, 1988. augusztus 15.–) holland és marokkói kettős állampolgárságú labdarúgó, szélső. Az al-Ahli Dubai FC és a marokkói labdarúgó-válogatott játékosa.

## Pályafutása
Assaidi Hollandiában, az AZ akadémiáján nevelkedett. Átlagon felüli technikai képzettségével és gyorsaságával hamar kitűnt a kortársai közül. A felnőttek között azonban már nem Alkmaarban, hanem a másodosztályú Almare Cityben mutatkozott be. 2 év után a De Graafschap következett, ahol a másodosztályban a 2008-09-es szezonban 17 meccsen 6 gólt szerzett, fel is figyelt rá az elsőosztályú Heerenween. 2009 és 2012 között 79 bajnokin lépett pályára a SCH színeiben, amelyeken 20 gólt szerzett. Az ekkor már 24 éves játékosra fel is figyelt a Liverpool FC, és 2012-ben Oussama Angliába igazolt. Azonban itt nem voltak elégedettek vele, a 2012-13-as szezonban mindössze 4 meccsen lépett pályára, 2013 nyarán kölcsön is adták a kiesés ellen harcoló Stokenak.